# 平和公園アクアタワー

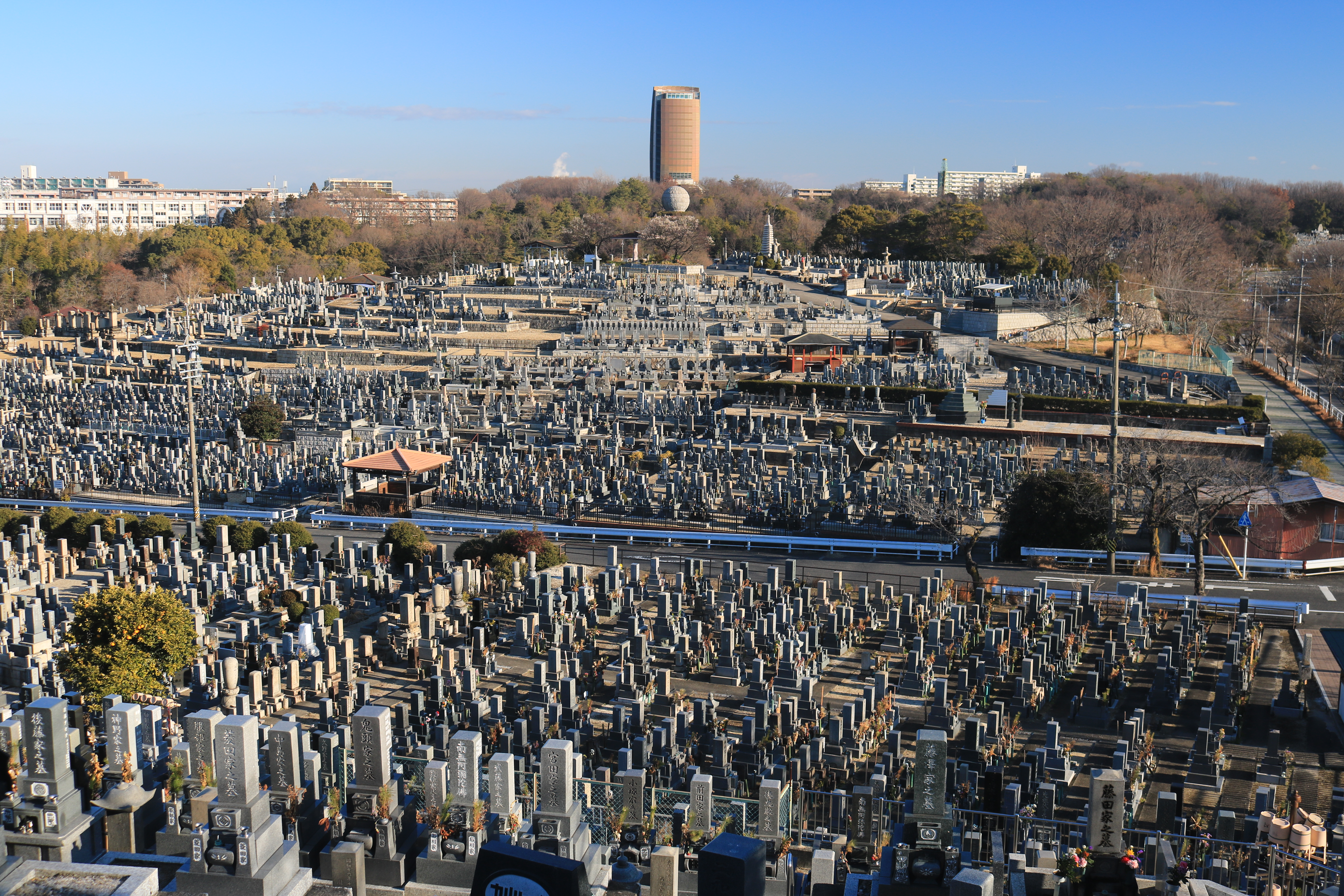
平和公園の北端に位置する

平和公園アクアタワー（へいわこうえん - ）は、愛知県名古屋市千種区にある給水塔兼展望塔。

## 概要
2002年（平成14年）、名古屋市上下水道局が名古屋市東部丘陵地域への安定給水と災害時の給水場として平和公園の敷地北端に設置した「平和公園配水場」に建つ給水塔で、敷地内にある児童公園の地下に置かれた配水池から塔内のタンク（容量600立方メートル）にポンプで水を汲み上げ、自然流下させる事で高台への水圧を確保する事を本来の目的としている。
外観は曲面が用いられた奇妙な形状だが、内部にはエレベーターを除けば基本的にタンクなどの給水設備しか入っていない。地上約40メートル（標高約120メートル）に展望室が設けられており、北側は壁になっているものの、東側は猿投山や中央アルプス、西側は鈴鹿山脈までを一望できる。南側は東山スカイタワーの方向でかなり遠くまで見渡せるが、足元に広がるのが平和公園（墓地）といういささか特殊な景観となる。なお、夜は閉鎖されているために夜景を観る事は出来ない。

## ギャラリー

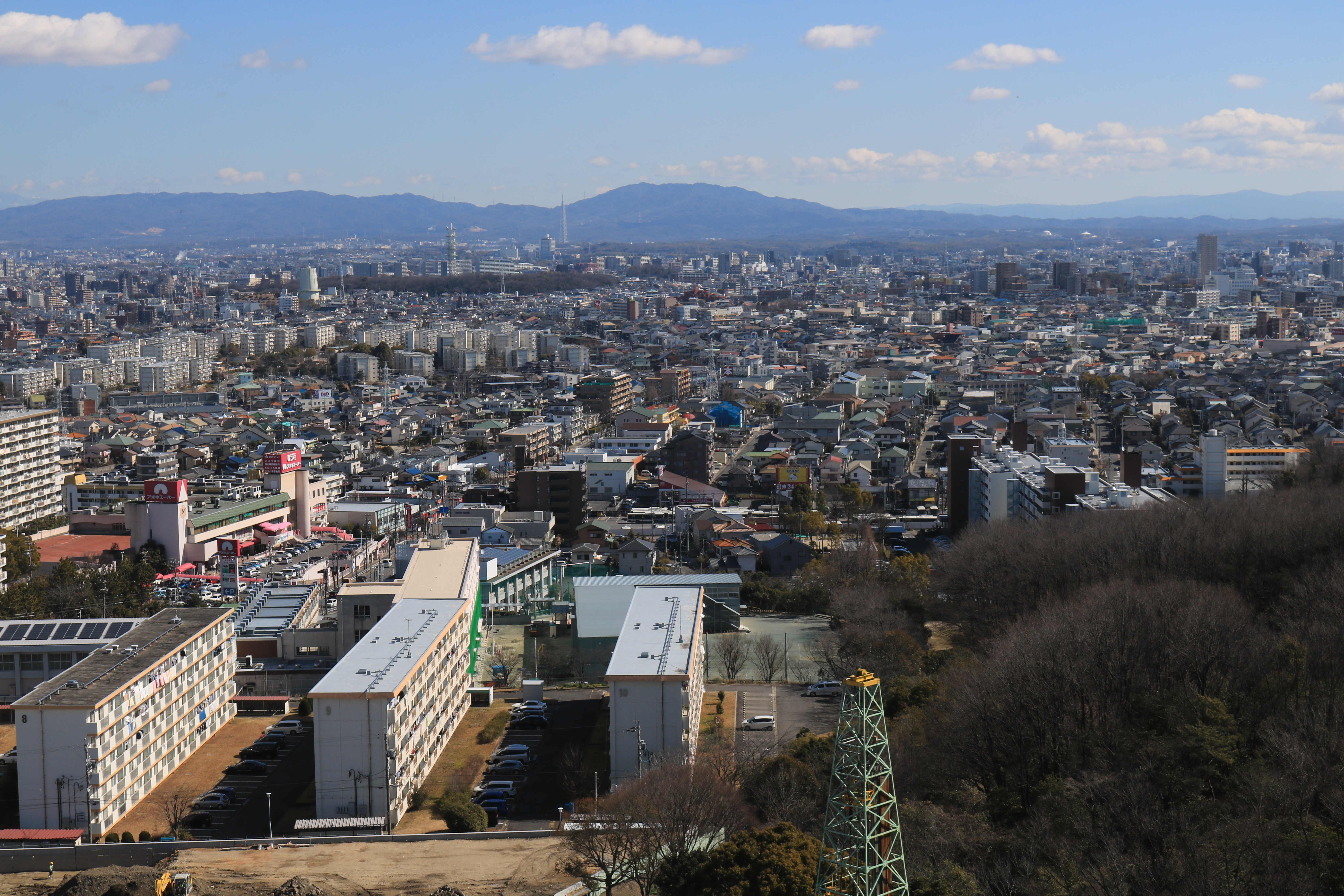
展望室からの東側の展望 中央奥に猿投山、左隅に恵那山
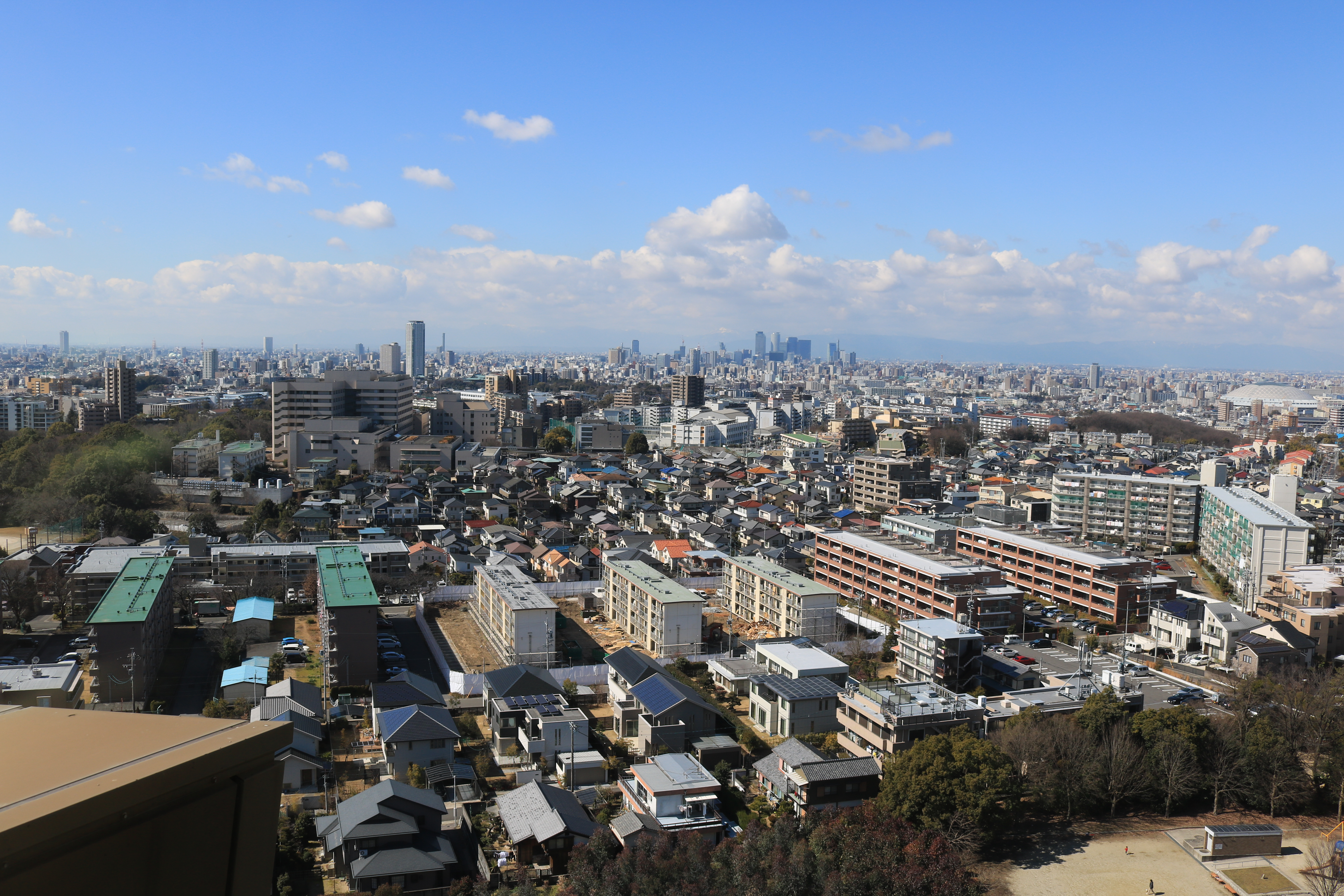
展望室からの西側の展望 中央奥に名駅（名古屋駅）の高層ビル群、右端中央にナゴヤドーム
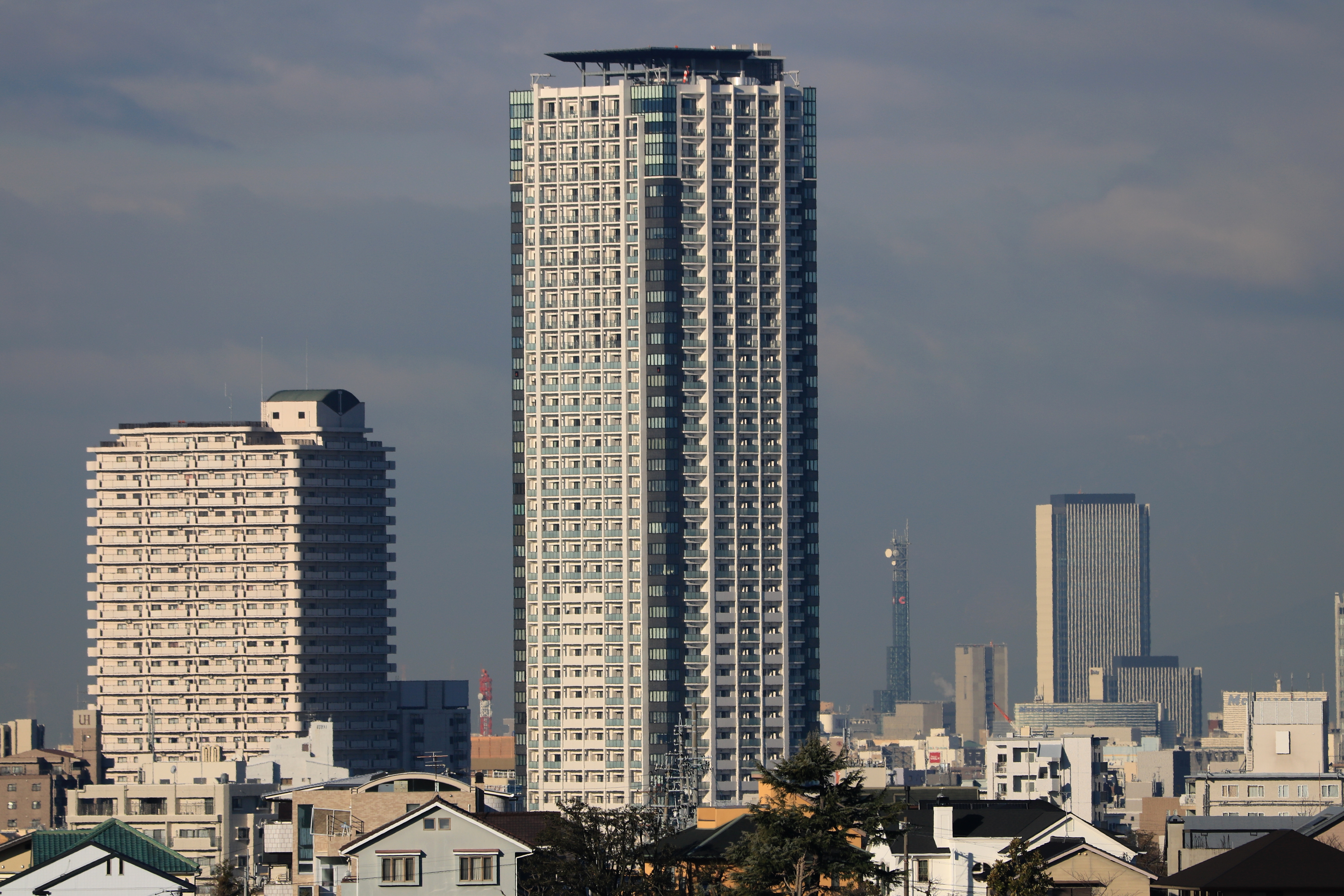
グランドメゾン池下ザ・タワーとサンクレア池下方面

## 開館日時
- 土・日曜日・休日：午前10時〜午後4時。
  - 年末年始（12月29日〜1月3日）は休館。
- 毎年：春分の日と8月8日（まるはちの日）にも公開される。

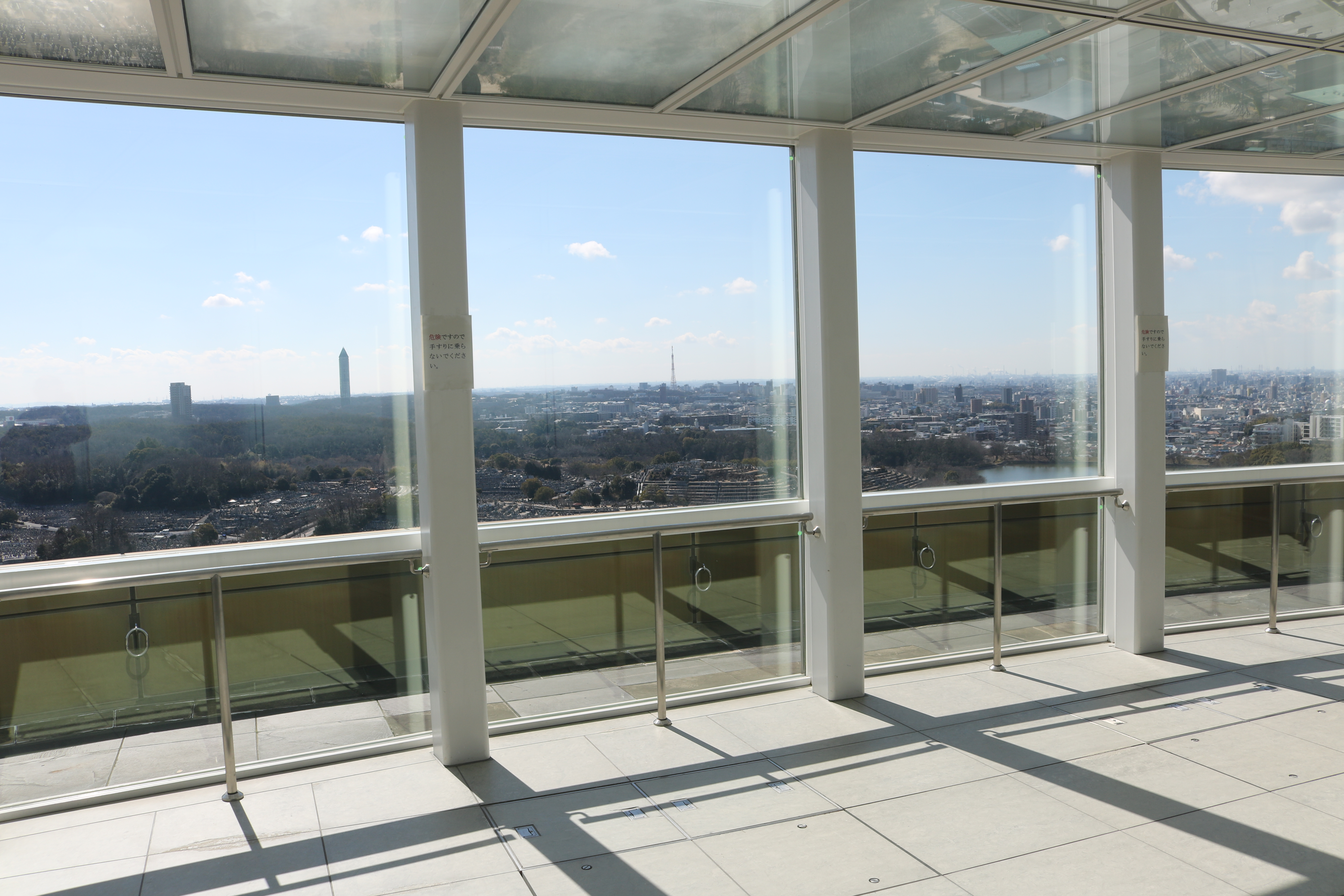
展望室は土・日曜日・休日を中心に無料で開館される

## アクセス
- 名古屋市営バス 「光ヶ丘」（市バス：基幹2系統、池下11系統、星丘11系統）バス停下車、徒歩ですぐ。

## 平和公園配水場
平時においては前述のように利用されているが、災害による停電時でも非常用発電機でポンプを動かし、配水池の水を汲み上げる事で応急給水が可能な「応急給水センター」として市北部方面の応急給水や応急復旧の前線基地としての役割を担う。